# 崇碩 (清朝宗室)
崇碩（1785年—1816年），字国辅，号小亭，镶蓝旗宗室。 嘉庆十四年己巳恩科三甲同进士出身，翰林院散馆后改主事，复改宗人府经历。

## 生平
崇碩曾为清代女诗人惲珠的《紅香館詩草》（嘉庆十九年甲戌(1814)本）作跋，高鹗等序。

## 家庭
- 先祖舒爾哈齊，(追)顯祖宣皇帝塔克世之第三子。
- 高祖簡修親王雅布。
- 曾祖宗室敬儼，二等侍衛。曾祖母李佳氏長史長柱之女。胞姊和碩和順公主愛新覺羅氏，嫁镶蓝旗汉军、領侍衞內大臣、和碩額駙尚崇廙（父管侍卫内大臣、和硕额驸尚之隆；后代有光緒十八年（1892年）壬辰科进士尚其亨）。
- 祖父宗室常傑，已革三等侍衛。祖母赫舍里氏筆帖式布章阿之女。
- 父宗室書約。母尚福娥，内务府正白旗汉军、熱河總管尚福海之女，胞兄尚如慶（其女尚佳氏封道光帝之豫嬪），先祖尚大德。
- 胞叔宗室書詹（1751-1790）。妻韓佳氏（父正紅旗滿洲、騎都尉兼一雲騎尉、參領明圖，祖父頭等護衛韓成）；其胞姊韓佳氏，分别嫁：
  - 镶蓝旗奉國將軍永恬（胞兄輔國將軍永忠，父恭勤貝勒弘明，祖父恂勤郡王允禵）。
  - 镶红旗宗室宜興（字桂圃，1747-1809，著有《清文補彙》 、《庸言知止》；胞兄宗室宜孫，字貽謀，號東軒；从堂兄宗室敦誠、宗室敦敏）。
  - 覺羅勒格（父觉罗恭泰，原任佐領因罪處死，母富察氏員外郎來展之女；祖父色爾岱，侍讀學士兼佐領；曾祖三等侍衛額爾赫圖；先祖德世庫）。
- 胞弟崇弼（母程氏），嘉庆十年乙丑科进士。其妻薩爾圖克氏（父正白旗蒙古勤襄公惠齡；胞姊薩爾圖克氏嫁鑲白旗宗室文慤公敬徵，其父肅恭親王永錫）。
- 妻高佳氏。其父鑲黃旗滿洲、陝甘總督、瑪尚阿巴圖魯高杞，母鈕祜祿氏（胞姊鈕祜祿氏封乾隆帝之順貴人）；祖父總管內務府大臣高恆 (清朝)，曾祖文定公高斌；胞兄高焯，嘉慶戊辰舉人，著有《蓉波詩草》；胞姊高佳氏，继配嫁镶白旗惇恪親王綿愷即嘉庆帝第三子。
- 过继子和润，道光二十年庚子科进士（生父宗室孟智，胞兄道光丙申科進士和淳）；嫡妻烏拉那拉氏知縣穆克德啓之女，继妻林古特氏（其父鑲紅旗蒙古、嘉慶乙丑進士色卜星額，胞兄道光戊戌科進士鳳柃）。